# Eva Daňková
Eva Daňková, dříve Sachrová, (* 4. prosince 1964 Gottwaldov) je česká herečka, v letech 1992 až 1993 a opět od roku 1995 členka souboru Městského divadla Zlín.

## Život
V Gottwaldově absolvovala základní školu i střední ekonomickou školu, v roce 1990 vystudovala činoherní herectví na brněnské Janáčkově akademii múzických umění.
Po absolutoriu získala angažmá v Mahenově divadle Národního divadla Brno, kde však kvůli reorganizaci strávila necelou sezonu. Následovaly jedna sezona ve Slováckém divadle v Uherském Hradišti a další v Městském divadle Zlín, kde je od roku 1992 členkou divadelního souboru. Působení ve zlínském divadle přerušila jen na dva roky, kdy byla v angažmá Moravského divadla Olomouc; do Zlína se však vrátila.
Co se týká filmové a televizní tvorby, tak se objevila v televizních filmech Ztráta paměti (1988) a Tchyně a uzený (2011) a v komedii Teambuilding (2018). Ztvárnila také role v seriálech Četnické humoresky (2000), Černí baroni (2004), Okno do hřbitova (2011), Rozsudek (2014) či Policie Modrava (2017).